# Województwo opolskie (1950–1975)
Województwo opolskie – województwo utworzone w 1950 roku na mocy ustawy z dnia 28 czerwca 1950 roku, w wyniku podziału województwa śląskiego na województwo katowickie i opolskie. Do województwa opolskiego dołączono powiat brzeski i powiat namysłowski z województwa wrocławskiego. Nowe województwo, liczące 9506 km², było najmniejszym w ówczesnej Polsce i w dużej części obejmowało tereny niemieckiej rejencji opolskiej. Według danych z 1950 ponad 50% ówczesnych mieszkańców stanowili autochtoni, około 25% mieszkańców województwa stanowili Kresowianie. W 1965 roku teren ten zamieszkiwało 1 mln osób. W 1975 roku w wyniku reformy administracyjnej utworzono województwo opolskie (mniejsze): powiat raciborski przyłączono do województwa katowickiego, a niemal cały powiat oleski do nowo utworzonego województwa częstochowskiego (2 z 8 jednostek pozostały w województwie opolskim).

## Ludność
| Data                         | Liczba mieszkańców | Liczba mieszkańców | Liczba mieszkańców |
| Data                         | ogółem             | miejska (%)        | wiejska (%)        |
| ---------------------------- | ------------------ | ------------------ | ------------------ |
| 3 XII 1950 (spis powszechny) | 809 529            | 221 307 (27,34%)   | 588 222 (72,66%)   |
| 31 XII 1956                  | 896 tys.           | 305 tys. (34%)     | 591 tys. (66%)     |
| 1959                         | 918 tys.           | b.d. (37%)         | b.d. (63%)         |
| 6 XII 1960 (spis powszechny) | 929 033            | 354 182 (38,12%)   | 574 851 (61,88%)   |
| 1962                         | 969,9 tys.         | b.d. (38,7%)       | b.d. (61,3%)       |
| 31 XII 1963                  | 988 tys.           | 386 tys. (39,1%)   | 602 tys. (60,9%)   |
| 31 XII 1965                  | 1009,2 tys.        | b.d.               | b.d.               |
| 1967                         | 1027,2 tys.        | b.d.               | b.d.               |
| 31 XII 1968                  | 1037 tys.          | 434 tys. (41,9%)   | 603 tys. (58,1%)   |
| 8 XII 1970 (spis powszechny) | 1 058 435          | 450 594 (42,57%)   | 607 841 (57,43%)   |
| 31 XII 1971                  | 1062,6 tys.        | 457,2 tys. (43%)   | 605,4 tys. (57%)   |
| 31 XII 1972                  | 1073,9 tys.        | 467 tys. (43,5%)   | 606,9 tys. (56,5%) |
| 31 XII 1973                  | 1085 tys.          | 485 tys. (44,7%)   | 600 tys. (55,3%)   |
| 31 XII 1974                  | 1095 tys.          | 497 tys. (45,2%)   | 598 tys. (54,8%)   |

## Podział administracyjny (1973)
Źródło:
| Powiat             | Powierzchnia (km²) | Liczba ludności 31 XII 1972 | Liczba ludności 31 XII 1972 | Miasta | Miasta                                            | Gminy | Siedziba          |
| Powiat             | Powierzchnia (km²) | ogółem (tys.)               | na km²                      | ogółem | w tym posiadające wspólną radę narodową z gminami | Gminy | Siedziba          |
| ------------------ | ------------------ | --------------------------- | --------------------------- | ------ | ------------------------------------------------- | ----- | ----------------- |
| Brzeg (miejski)    | 12                 | 32,2                        | 2642                        | 1      | nd.                                               | nd.   | Brzeg             |
| brzeski            | 570                | 33,2                        | 58                          | 1      | 0                                                 | 5     | Brzeg             |
| głubczycki         | 694                | 58,3                        | 84                          | 3      | 1                                                 | 5     | Głubczyce         |
| grodkowski         | 584                | 38,1                        | 65                          | 2      | 1                                                 | 5     | Grodków           |
| kluczborski        | 641                | 59,4                        | 93                          | 3      | 1                                                 | 5     | Kluczbork         |
| kozielski          | 660                | 114,6                       | 174                         | 4      | 2                                                 | 8     | Koźle             |
| krapkowicki        | 433                | 60,3                        | 139                         | 3      | 2                                                 | 5     | Krapkowice        |
| namysłowski        | 615                | 37                          | 60                          | 1      | 0                                                 | 6     | Namysłów          |
| niemodliński       | 638                | 37,4                        | 59                          | 1      | 0                                                 | 6     | Niemodlin         |
| Nysa (miejski)     | 27                 | 34,2                        | 1245                        | 1      | nd.                                               | nd.   | Nysa              |
| nyski              | 695                | 68,7                        | 99                          | 2      | 0                                                 | 7     | Nysa              |
| oleski             | 819                | 46,4                        | 57                          | 2      | 1                                                 | 6     | Olesno            |
| Opole (miejski)    | 53                 | 89,9                        | 1689                        | 1      | nd.                                               | nd.   | Opole             |
| opolski            | 1319               | 123,6                       | 94                          | 1      | 0                                                 | 14    | Opole             |
| prudnicki          | 558                | 65,5                        | 117                         | 3      | 0                                                 | 5     | Prudnik           |
| raciborski         | 466                | 56,2                        | 120                         | 1      | 1                                                 | 7     | Racibórz          |
| Racibórz (miejski) | 43                 | 41,3                        | 962                         | 1      | nd.                                               | nd.   | Racibórz          |
| strzelecki         | 726                | 77,6                        | 107                         | 5      | 4                                                 | 8     | Strzelce Opolskie |